# TMS Ringsted
Maillots
Dernière mise à jour : 7 août 2014.
Le TMS Ringsted est un club danois de handball basé à Ringsted dans le Sjælland .

## Histoire
Le TMS Ringsted est fondé en 1997 à la suite d'une fusion entre le Ringsted IF et le Vetterslev-Høm GF.
Le club évolua cinq saisons en Håndboldligaen à savoir 2007/2008, 2008/2009, 2012/2013 et 2013/2014.